# کریست ناواسلیک
کریست ناواسلیک (به انگلیسی: Krist Novoselic) نوازندهٔ گیتار بیس آمریکایی است. او بیشتر به عنوان یکی از اعضای سابق نیروانا شناخته می‌شود.

## سال‌های آغازین
کریست ناواسلیک زادهٔ ۱۶ می ۱۹۶۵ در کمپتن کالیفرنیاست. والدینش کریست و مارجیا ناواسلیک از اهالی کرواسی بودند که به آمریکا مهاجرت کردند. آنها یک سال بعد از تولد او به سن پدرو کالیفرنیا نقل مکان کردند، جایی که کریست بیشتر دوران کودکی‌اش را آنجا سپری کرد. او دو برادر به نام رابرت و دیلان و یک خواهر به نام دایانا دارد که در سال ۱۹۷۳ به دنیا آمد. در سال ۱۹۷۹ خانواده‌اش به خاطر مشکلات مالی مجبور به مهاجرت به ابردین واشنگتن شدند و در سال ۱۹۸۰ کریست را که دچار فشارهای عصبی شده بود برای مدتی نزد بستگانشان در کرواسی(که در آن سال‌ها بخشی از یوگسلاوی بود) فرستادند.
در آن سال‌ها لدزپلین، دوو، بلک سبث و اروسمیث گروهای مورد علاقهٔ کریست بودند و البته تعدادی از گروه‌های راک یوگسلاو. او زمانی که در کرواسی بود به پانک راک علاقه‌مند شد و به مرور با بزرگان این سبک از جمله سکس پیستولز، رامونز و کلَش آشنا شد.
پس از بازگشت به ابردین، کریست که سال‌های پایانی دبیرستان را سپری می‌کرد با پس‌انداز کردن پول‌هایش یک گیتار خرید و به فراگیری آن مشغول شد. مدتی بعد برادرش رابرت که نزد دوستش کرت کوبین رفته بود -قبلاً بخاطر صدای بلند موسیقی که از طبقهٔ بالای منزلشان بگوش می‌رسید سرزنش شده بود- به کرت گفت که آن سر و صدا مربوط به برادر بزرگش کریست بوده که به موسیقی پانک راک علاقه‌مند است. کرت تا آن زمان بارها به خانهٔ ناواسلیک‌ها رفته بود اما هیچگاه با کریست روابط دوستانهٔ بخصوصی نداشت. سرانجام رابطهٔ دوستی بین کرت و کریست شکل گرفت که ریشه در سلیقه همسوی موسیقی آن‌ها داشت. مدتی بعد کوبین دمویی از کارهایش با گروه Fecal Matter را به کریست داد. ناواسلیک بالاخره پس از چند ماه نوار را گوش کرد، از آن خوشش آمد و موافقت کرد که با کوبین یک گروه تشکیل بدهند.

## نیروانا
اولین تلاش کوبین و ناواسلیک برای تشکیل یک گروه زیاد دوام نیاورد و در عرض چند هفته به ناکامی انجامید. بالاخره آن‌ها موفق شدند بفهمند که دِ ملواینز  برای هر شب اجرا ۸۰ دلار دستمزد می‌گیرند. این مسئله آن دو را تشویق کرد تا به کاور کردن برخی کارهای سی سی آر بپردازند. در این گروه کریست باس می‌زد و کرت نوازندهٔ درامز بود و افراد مختلفی هم به‌عنوان خواننده و گیتاریست با آن‌ها هم‌کاری می‌کردند. چند ماه بعد آن‌ها با آرِن بارکهارت آشنا شدند. تا آن زمان گروه آن‌ها هنوز نام ثابتی نداشت و آغاز به همکاری این سه نفر، اولین گام در شکل‌گیری نیروانا محسوب می‌شد. 

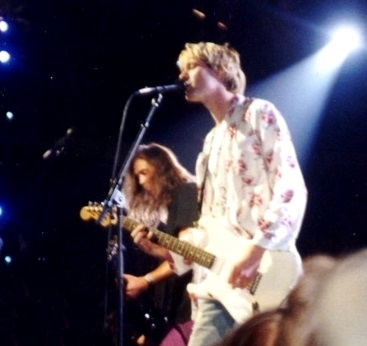
ناواسلیک(سمت چپ) در سال‌های اوج نیروانا (۱۹۹۲).

 بارکهارد پس از چند ماه جایش را به دیل کراور(درامر ملواینز) داد و سرانجام کرت و کریست، چد چنینگ را جایگزین کراور کردند. گروه در سال ۱۹۸۹ موفق شدند اولین آلبوم‌شان با نام Bleach را منتشر کنند. چنینگ در سال ۱۹۹۰ گروه را ترک کرد و دن پترز(درامر مادهانی) جای او را پر کرد. در نهایت این دیو گرول بود که این شانس را پیدا کرد تا در ضبط آلبوم جاودانهٔ مهم نیست (به انگلیسی: Nevermind)، نیروانا را به عنوان درامر همراهی کند. مهم نیست در بهار ۱۹۹۲ روانهٔ بازار شد و نام نیروانا را به عنوان یک پدیدهٔ مهم در صنعت موسیقی راک مطرح کرد.
کریست که تا آن سال‌ها بیشتر اوقات سعی می‌کرد از هجای انگلیسی نامش(Chris) استفاده کند، در پی سفری که در سال ۱۹۹۳ به کرواسی داشت تصمیم گرفت به اصالت و تبارش ارج بگذارد و تلفظ اصلی کریست را بکار ببرد.
افسانهٔ نیروانا در سال ۱۹۹۴ و در پی مرگ کرت کوبین به پایان رسید. کریست از آن به بعد بیشتر به خلوت پناه برد و کم‌تر در مجامع عمومی دیده می‌شد. کریست و کرت در طی رفاقت چند ساله‌شان، به معنای واقعی دو دوست جدانشدنی بودند و از دست دادن کرت برای کریست اتفاقی دردناک و ضایعه‌ای جبران ناشدنی بود. از معدود دفعاتی که کریست پس از مرگ کرت کوبین در یک مکان عمومی ظاهر شد، سپتامبر ۱۹۹۴ و در مراسم جوایز موسیقی ام‌تی‌وی بود که طی آن جایزهٔ بهترین ویدئوی آلترنتیو سال به جعبهٔ قلبی شکل تعلق گرفت و ناواسلیک و گرول فرصتی یافتند تا به هم‌گروهی از دست رفته‌شان ادای احترام کنند.

## پس از نیروانا

### سویت ۷۵ (۱۹۹۵-۱۹۹۹)
کریست در سال‌ها ابتدایی پس از فروپاشی نیروانا به صورت تفننی به موسیقی پرداخت. او پیشنهاد همکاری با فو فایترز، که از طرف دیو گرول به او ارائه شده بود را رد کرد چون نگران این مسئله بود که بواسطهٔ همکاری با گرول، مخاطبان اینگونه بیندیشند که فوفایترز شکل جدیدی از نیروانا است. او در سال ۱۹۹۵ سویت ۷۵ را بنیان گذاشت و در سال ۱۹۹۷ تنها آلبوم‌اش را منتشر کرد.

### کارگردانی فیلم (۱۹۹۸)
در سال ۱۹۹۸ کریست اولین فیلم مستندش را کارگردانی کرد. این مستند که «L۷: The Beauty Process» نام داشت با استفاده از فیلم‌های تهیه شده از کنسرت‌های گروه ال ۷ در ۳ شهر آمریکا ساخته شد.

### ایز ادریفت (۱۹۹۹-۲۰۰۳)
در سال ۱۹۹۹ او ابتدا به جلو بیفرا و کیم تاییل(گیتاریست پیشین ساوندگاردن) در گروه نو دابلیوتی‌او کامبو (به انگلیسی: No WTO Combo) پیوست. سپس همراه با کرت کرک وود (خوانندهٔ میت پاپتز) و باد ونگاگ(درامر سابلایم)، گروهی به نام ایز ادریفت (به انگلیسی: Eyes Adrift) را بنیان گذاردند که در سال ۲۰۰۳ فروپاشید. کریست اولین تجربهٔ حرفه‌ای خوانندگی سولو، در تمام دوران حرفه‌ای موسیقی‌اش را در ایز ادریفت انجام داد و به همراه کرک وود، نقش عمده‌ای در ساخت قطعات داشت.

### فلیپر (۲۰۰۶-۲۰۰۸)
در نوامبر ۲۰۰۶ اخباری مبنی برپیوستن کریست به گروه راک فلیپر و همراهی آن‌ها در توری که قرار بود در انگلستان و ایرلند برگزار کنند، منتشر شد. کریست به صورت تمام وقت با گروه شروع به همکاری کرد و آن‌ها مشغول ساخت آلبومی شدند که قرار بود در سال ۲۰۰۸ منتشر شود. در ۲۲ سپتامبر ۲۰۰۸ کریست به دلایل شخصی از گروه کناره‌گیری کرد که یکی از پیامدهایش منتفی شدن برنامهٔ تورهای گروه بود.